# 1233 Kobresia
1233 Kobresia är en asteroid i huvudbältet som upptäcktes den 10 oktober 1931 av den tyske astronomen Karl Wilhelm Reinmuth. Asteroidens preliminära beteckning var 1931 TG2. Asteroiden fick senare namn efter släktet Kobresia, sävstarrar.
Asteroidens namn ingår även i en serie asteroidnamn, vars första bokstav är en hyllning till den tyske astronomen Gustav Stracke.
Kobresias senaste periheliepassage skedde den 7 juli 2024. Asteroidens rotationstid har beräknats till 27,83 timmar.